# Tunku Abdul Rahman
Tunku Abdul Rahman Putra Al-Haj ibni Almarhum Sultan Abdul Hamid Halim Shah (Alor Setar, 8 febbraio 1903 – Kuala Lumpur, 6 dicembre 1990) è stato un principe e politico malese, primo ministro della Malesia dal 1955 al 1957 e primo primo ministro della Malaysia dal 1957 al 1970.
Essendo stato capo del governo durante il processo di indipendenza del paese e dell'Accordo sulla Malaysia è considerato il padre della patria malese.

## Biografia[1]
Tunku Abdul Rahman era il quindicesimo figlio del sultano Abdul Hamid Halim Shah di Kedah e dopo aver studiato nel Regno Unito è entrato nel servizio civile del Kedah.
È stato il Primo Ministro della Federazione della Malesia dal 1955 e il primo Primo ministro della Malaysia dopo l'indipendenza dello Stato, avvenuta nel 1957. Rimase Primo Ministro dopo che Sabah e Sarawak si unirono alla Federazione nel 1963. È noto semplicemente come Tunku (un titolo principesco in Malaysia) ed è anche chiamato Padre dell'Indipendenza (Bapa Kemerdekaan) o Padre della Malaysia (Bapa Malaysia).
Si è dimesso dopo l'elezione del nipote Abdul Halim di Kedah alla carica di Yang di-Pertuan Agong.
Dal 1971 al 1973 è stato il primo segretario generale della Organizzazione della cooperazione islamica.
Dal 1958 al 1976 è stato il quinto presidente della Asian Football Confederation. Era di professione avvocato e di religione sunnita.